# جانی ادگار
جانی ادگار (انگلیسی: Johnny Edgar; ۹ آوریل ۱۹۳۶ – c. ۱ فوریهٔ ۲۰۰۸) بازیکن فوتبال اهل بریتانیا بود.
از باشگاه‌هایی که در آن بازی کرده‌است می‌توان به باشگاه فوتبال یورک سیتی، باشگاه فوتبال بارنزلی، باشگاه فوتبال هارتل پول یونایتد، باشگاه فوتبال گیلینگام، و باشگاه فوتبال اکستر سیتی اشاره کرد.